# Cambron-Saint-Vincent
Pour les articles homonymes, voir Cambron (homonymie).
Cambron-Saint-Vincent est un village sur la Dendre orientale, à mi-chemin entre Ath et Soignies. Il fait partie de la commune de Lens, dans la province de Hainaut (Région wallonne de Belgique).

## Évolution démographique
- Sources : INS, Rem. : 1831 jusqu'en 1970 = recensements, 1976 = nombre d'habitants au 31 décembre.

## Liste des bourgmestres de 1830 à 1977
- Charles d’Andelot, de 1830 à 1835, (tendance libéral).

## Galerie

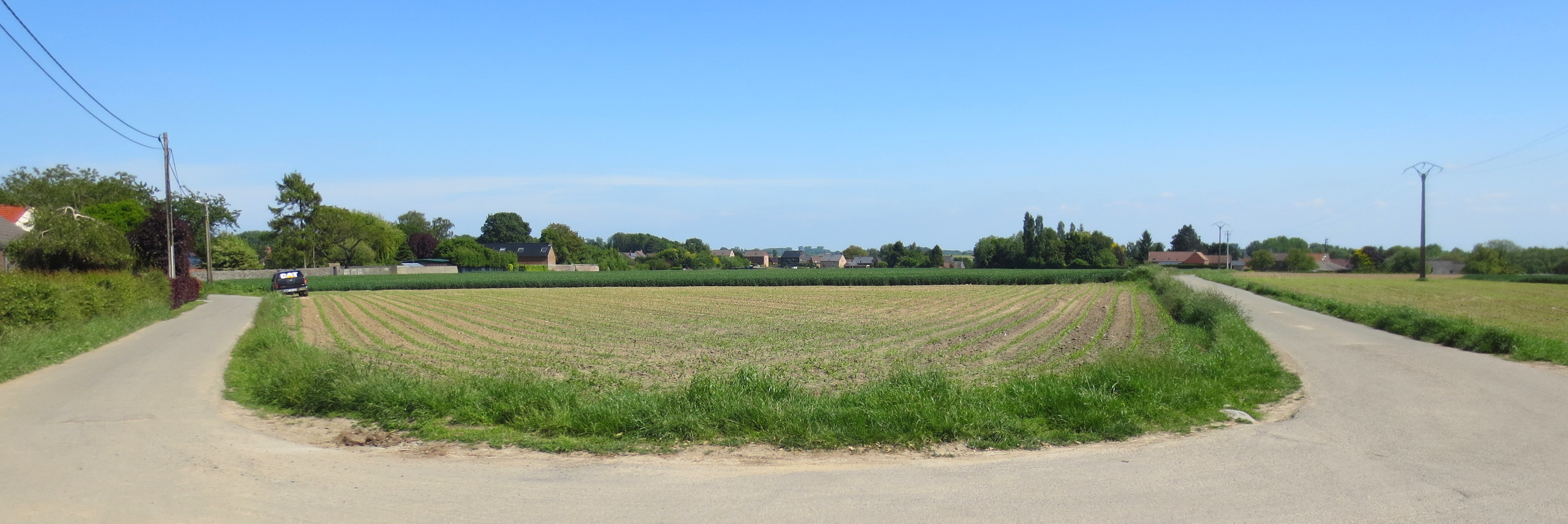
Les chemins.
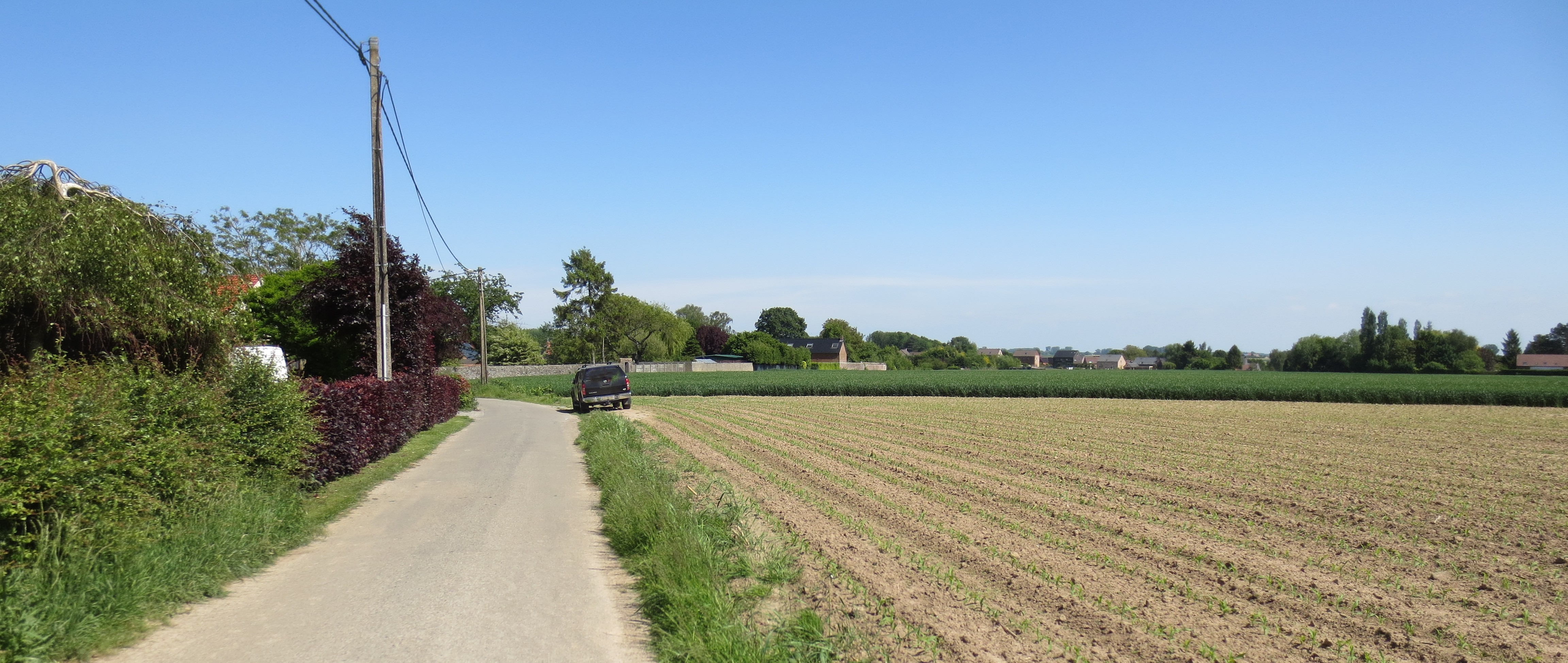
La campagne.
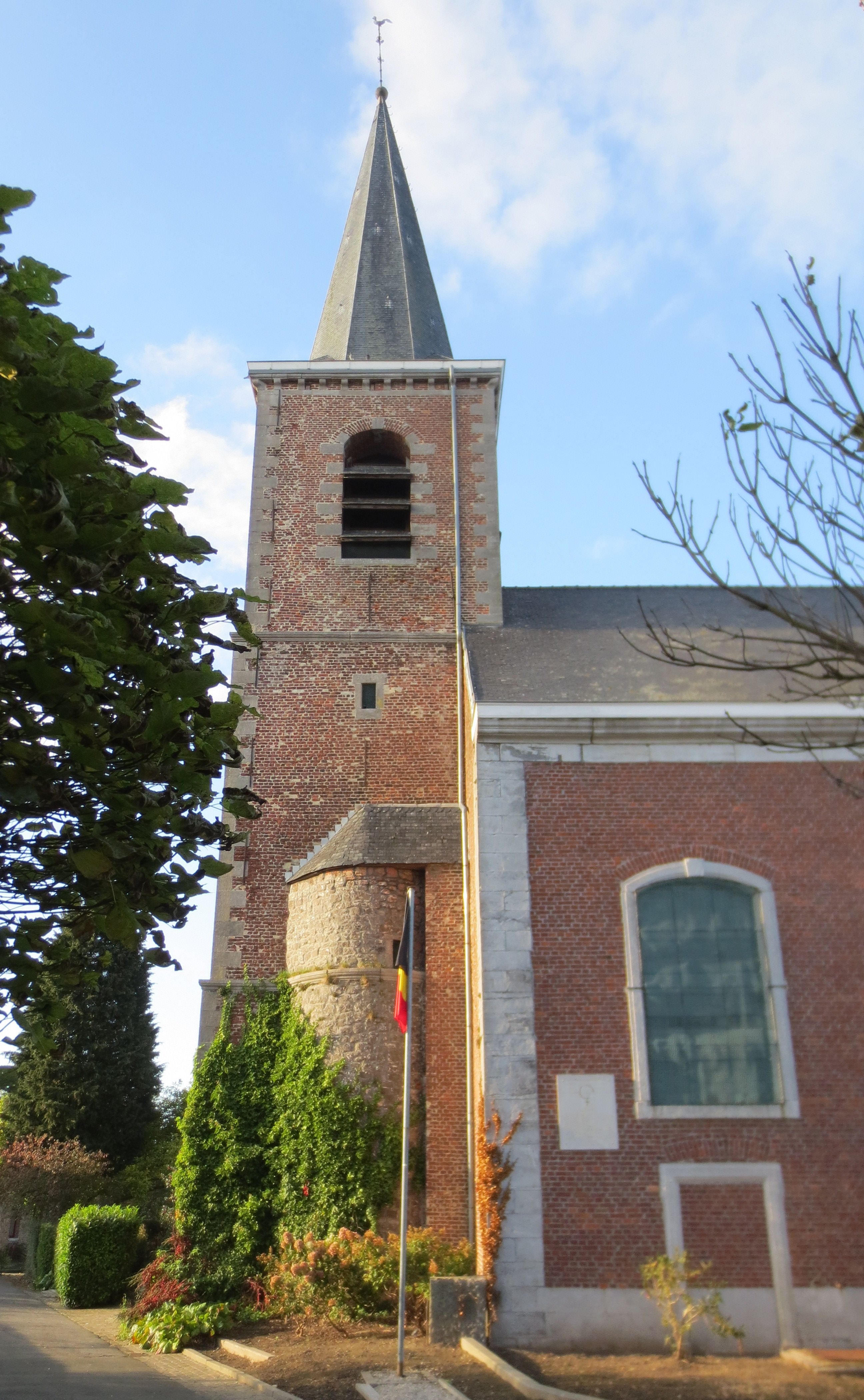
Le clocher.
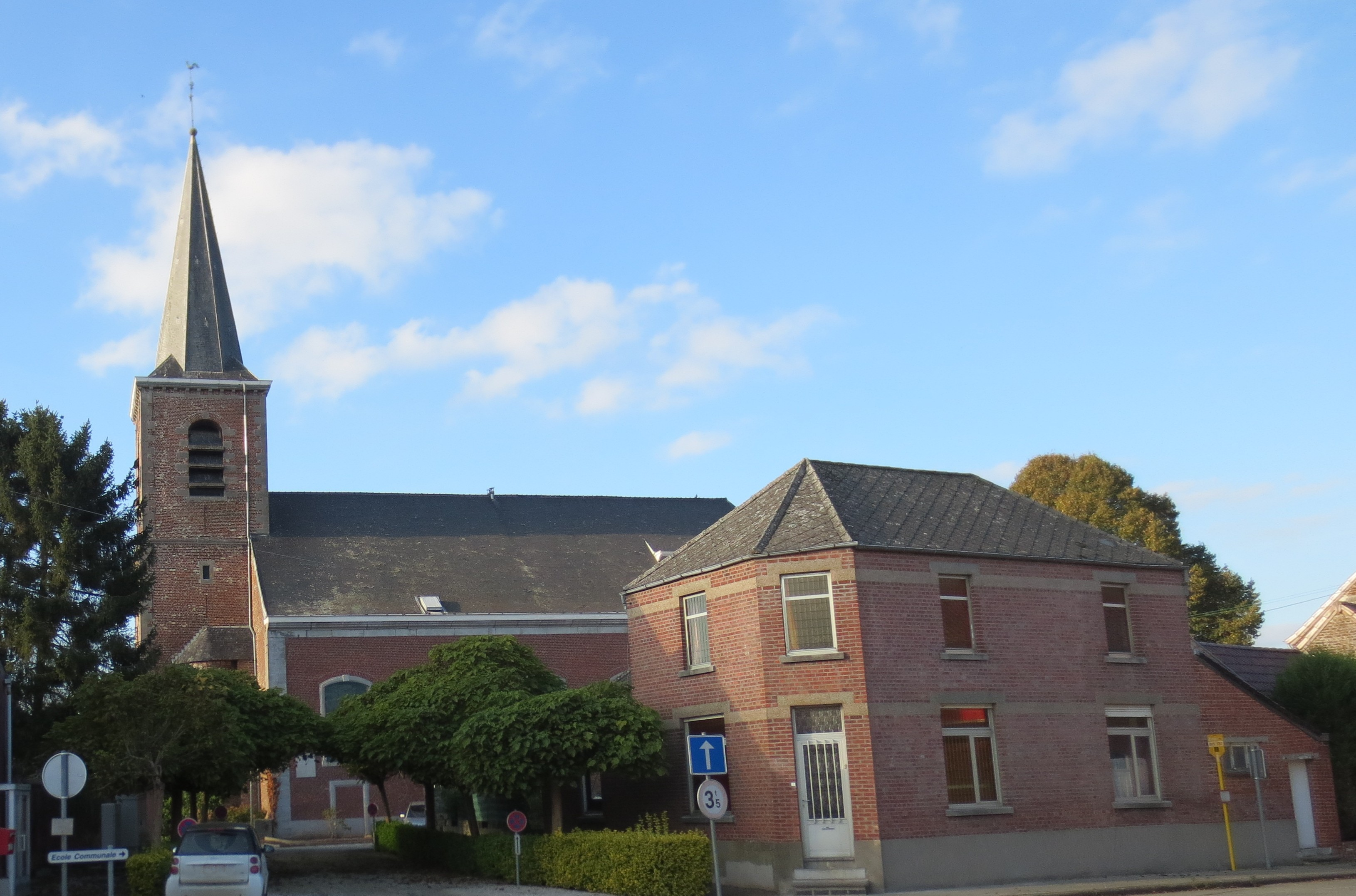
L'église.